# ترکی کریک (فلوریدا)
ترکی کریک، فلوریدا (به انگلیسی: Turkey Creek, Florida) یک منطقهٔ مسکونی در ایالات متحده آمریکا است که در فلوریدا واقع شده‌است.